# Charles Anthony Caruso
Charles Anthony Caruso (New Orleans, 15 luglio 1929 – Tampa, 15 febbraio 2012) è stato un tenore statunitense, di origine italiana.

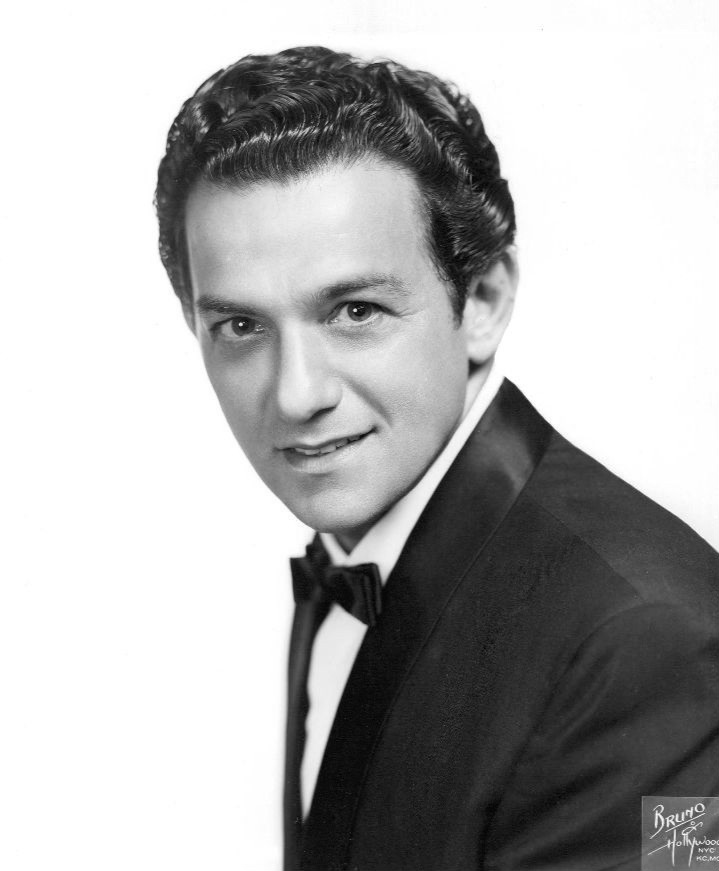
Charles Anthony Caruso

Specializzato in ruoli di comprimario, detiene il record di maggior presenze  (2.928) al Metropolitan Opera di New York, dal 1954 al 2010.

## Biografia
Calogero Antonio Caruso nasce il 15 luglio 1929 a New Orleans, figlio di immigrati italiani dalla Sicilia. Studia musica alla Loyola University New Orleans con Dorothy Hulse. 
Debutta sulle scene già nel 1947 a New Orleans, diplomandosi quindi nel 1951. Nel frattempo il suo nome era stato anglicizzato in Charles Anthony Caruso. 
Nel 1952, quando raggiunse le semifinali nelle audizioni del Metropolitan Opera House di New York per giovani cantanti promettenti, il direttore generale del teatro Rudolf Bing, gli fece presente che dopo Enrico Caruso non ci poteva essere posto al Metropolitan per un altro Caruso.
Da allora fu conosciuto semplicemente sulle scene come Charles Anthony. 
Il suo debutto al Metropolitan il 6 marzo 1954, con la piccola parte di Simpleton nel Boris Godunov con George London, fu così positivo che da allora Charles Anthony divenne una presenza fissa al Metropolitan come uno dei comprimari più rispettati ed affidabili. 
Dal 1954 al suo ritiro nel 2010, ha cantato ben 2.928 volte al Metropolitan per ben 56 stagioni, più di ogni altro cantante nella storia del teatro. Per oltre cinquant'anni, Caruso ha partecipato praticamente a tutte le serate più memorabili dell'Ente, al debutto di famosi cantanti, alla prima di celebrati allestimenti; è stato coinvolto nelle riprese televisive e nelle incisioni discografiche di numerosi spettacoli. Ad esempio, nel 1964 si esibisce nella CBS Television Network di L'enfance du Christ (un oratorio sacro composto da  Hector Berlioz) sotto la direzione musicale di un altro italo-americano Alfredo Antonini (con Sherrill Milnes, Giorgio Tozzi e Ara Berberian).  
Il 17 febbraio 1992 una speciale cerimonia segnò il superamento del record di presenze al Metropolitan e un'altra cerimonia avvenne il 6 marzo 2004 in occasione del 50º anniversario del suo debutto al teatro.  
Morì il 15 febbraio 2012, due anni dopo il ritiro dalle scene.